# Polia grandis
Polia grandis là một loài bướm đêm trong họ Noctuidae.